# Љуботињ
Љуботињ је племе из Ријечке нахије у Старој Црној Гори. Данас је Љуботињ географска одредница и одговара територији некадашњег племена.

## Историја
Племе је у почетку било ограничено на југозападни дио области, као и племе Цеклин. Најстарије сједиште племена је било под брдом Вирањем, тачније у Вирањ-рупи. То подручје је висока котлина са свих страна окружена брдима и планинама. Ту се и данас налазе главна љуботињска насеља: Богути, Мужовићи, Прекорница и Вигњевићи. Предио је и кољевка братстава који се себе сматрају за праве Љуботињање, и то:
- Вујовићи
- Дрецуни
- Лубарде
- Пејаковићи
- Ратковићи
- Прље
- Радомани
- Сарапи
- Џонови
- Шабани
- Шоћи

За вријеме Турака, тачније крајем 16. и почетком 17. вијека, племе је имало велики углед, што показује то да су Турци постављали спахије из овог племена, које су они сматрали владарима цијеле Црне Горе. Тај значај племена утицао је на сусједна насеља — Зачир, Дубову и Смоковце — која су пришла племену и ступила у племенску заједницу.
У борбама између Цеклињана и Бјелица, Љуботињани су подржали Цеклињање и заузврат су добили земљиште на сјевероистоку до брда Крамолина и пут према Скадарском језеру. Због пренасељености у Љуботињу, припадници племе су чинећи разне неприлике старом становништву у Доњем Селу, тако да су се они раселили, а Љуботињани су до средине 18. вијека у потпуности заузели то земљиште.
Стари припадници племена нису дозволили придошлицама из Зачира, Дубове и Смоковце да се населе на простор нових територија, тако да је Доње Село имало становништво истовјетно по саставу и поријеклу с оним у старом љуботињском сједишту. Од Цеклињана су купили простор између Цеклинштака и Ђурђева Жријела, па су ту подигли много стална и привремена насеља.

## Савремена Црна Гора
Љуботињ се данас налази на простору Пријестонице Цетиње и подијељено је између више насеља. Формиране су мјесна канцеларија и мјесна заједнице са називом Љуботиња у имену, али насељено мјесто са тим именом не постоји.

## Познати Љуботињани
- Ђуро Ђуровић
- Блажо Ђуровић
- Висарион II Колиновић
- Петар Лубарда
- Лабуд Кусовац
- Љубо Вучковић
- Милош Вучковић
- Пеко Дапчевић
- Владо Дапчевић
- Ђуро Вујовић
- Петар Перо Ћетковић
- Милован Дрецун